# 许婷
许婷（1974年—），浙江衢州人，汉族，中华人民共和国政治人物、第十二届全国人民代表大会浙江地区代表。
毕业于浙江大学新闻学专业，加入中国共产党。2013年，被选为全国人大代表。